# Punktlavspinnare
Punktlavspinnare (Pelosia muscerda) är en fjärilsart som beskrevs av Hüfnagel 1767. Punktlavspinnare ingår i släktet Pelosia och familjen björnspinnare. Arten är reproducerande i Sverige. Inga underarter finns listade.

## Bildgalleri

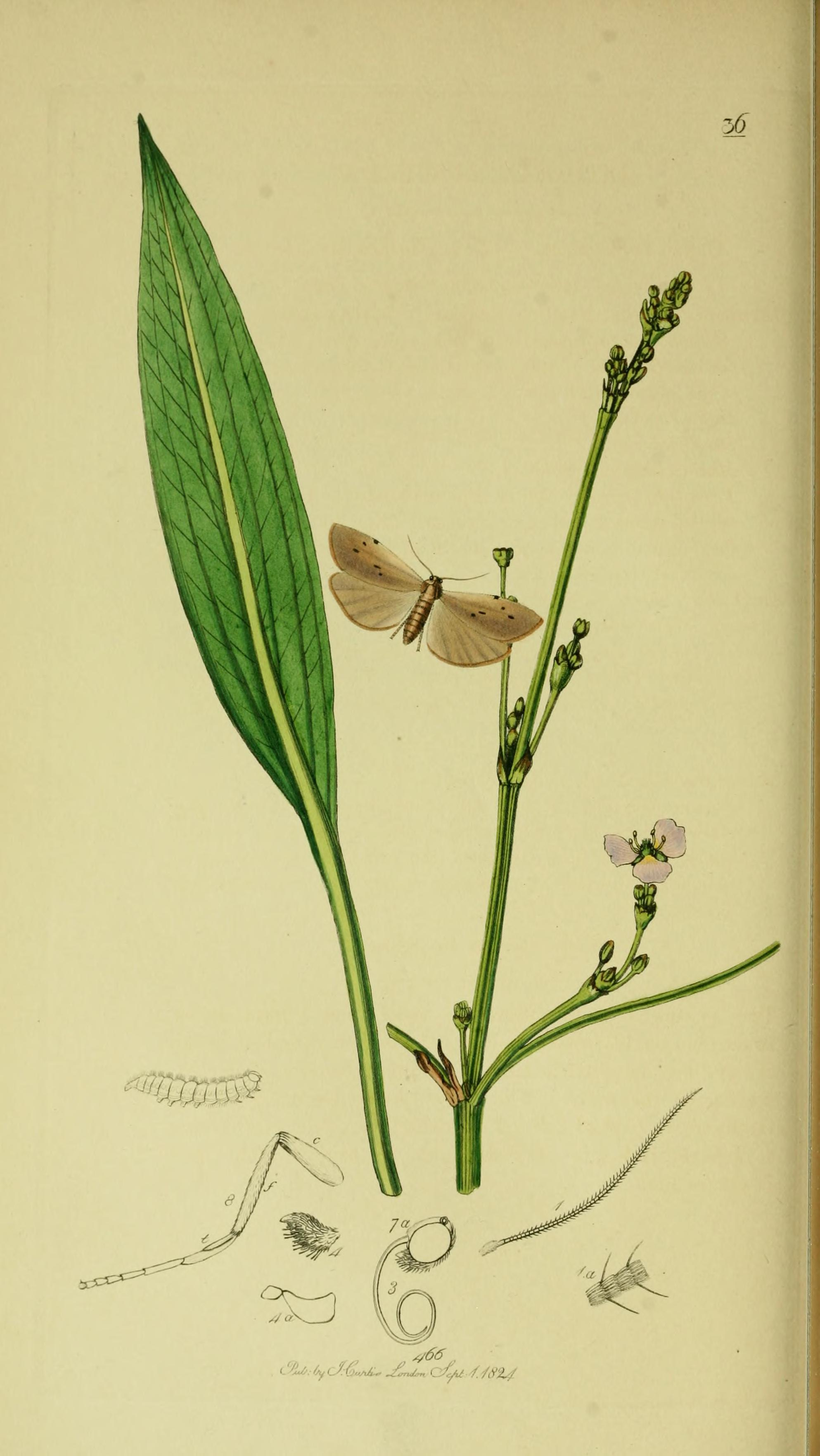